# Rinchen Gyeltshen (Kaiserlicher Lehrer, 1257)
| Tibetische Bezeichnung                                   |
| -------------------------------------------------------- |
| Tibetische Schrift: རིན་ཆེན་རྒྱལ་མཚན་                        |
| Wylie-Transliteration: rin chen rgyal mtshan             |
| Offizielle Transkription der VRCh: Rinqên Gyaincain      |
| THDL-Transkription: Rinchen Gyeltsen                     |
| Andere Schreibweisen: (Sharpa Jamyang) Rinchen Gyeltshen |
| Chinesische Bezeichnung                                  |
| Vereinfacht: 仁钦坚赞（辇真监藏）                        |
| Pinyin:Rénqīn Jiānzàn (Niǎnzhēn Jiāncáng)                |

Rinchen Gyeltshen (geb. 1257; gest. 1305) war Bruder des vierten Kaiserlichen Lehrers Yeshe Rinchen. Kaiser Shizu (Kublai Khan) ernannte ihn zum Abt von Sakya Shithog Lhadrang. Von 1303 bis 1305 war er Kaiserlicher Lehrer (dishi / ti shri) des Mongolen-Kaisers Chengzong (Timur Khan/Öljeytü Qaγan). Er war die sechste Person in diesem Amt des höchsten Mönchsbeamten der Zentralregierung für buddhistische Angelegenheiten.